# Acanthopelma
Acanthopelma is een geslacht van spinnen uit de familie vogelspinnen (Theraphosidae). Ze komen alleen voor in Centraal- en Zuid-Amerika. Deze vogelspinnen voeden zich met alle soorten dieren, kleiner dan zichzelf. Ze eten voornamelijk ongewervelden zoals insecten (kevers, sprinkhanen en krekels), maar kunnen ook kleine zoogdieren, zoals kleine muizen verorberen.

## Soorten
De volgende soorten zijn bij het geslacht ingedeeld:
- Acanthopelma beccarii Caporiacco, 1947
- Acanthopelma rufescens F. O. P.-Cambridge, 1897

Verplaatst naar ander Geslacht:
- Acanthopelma anna Reichling, 1997
- Acanthopelma maculatum Banks, 1906